# Electricitat

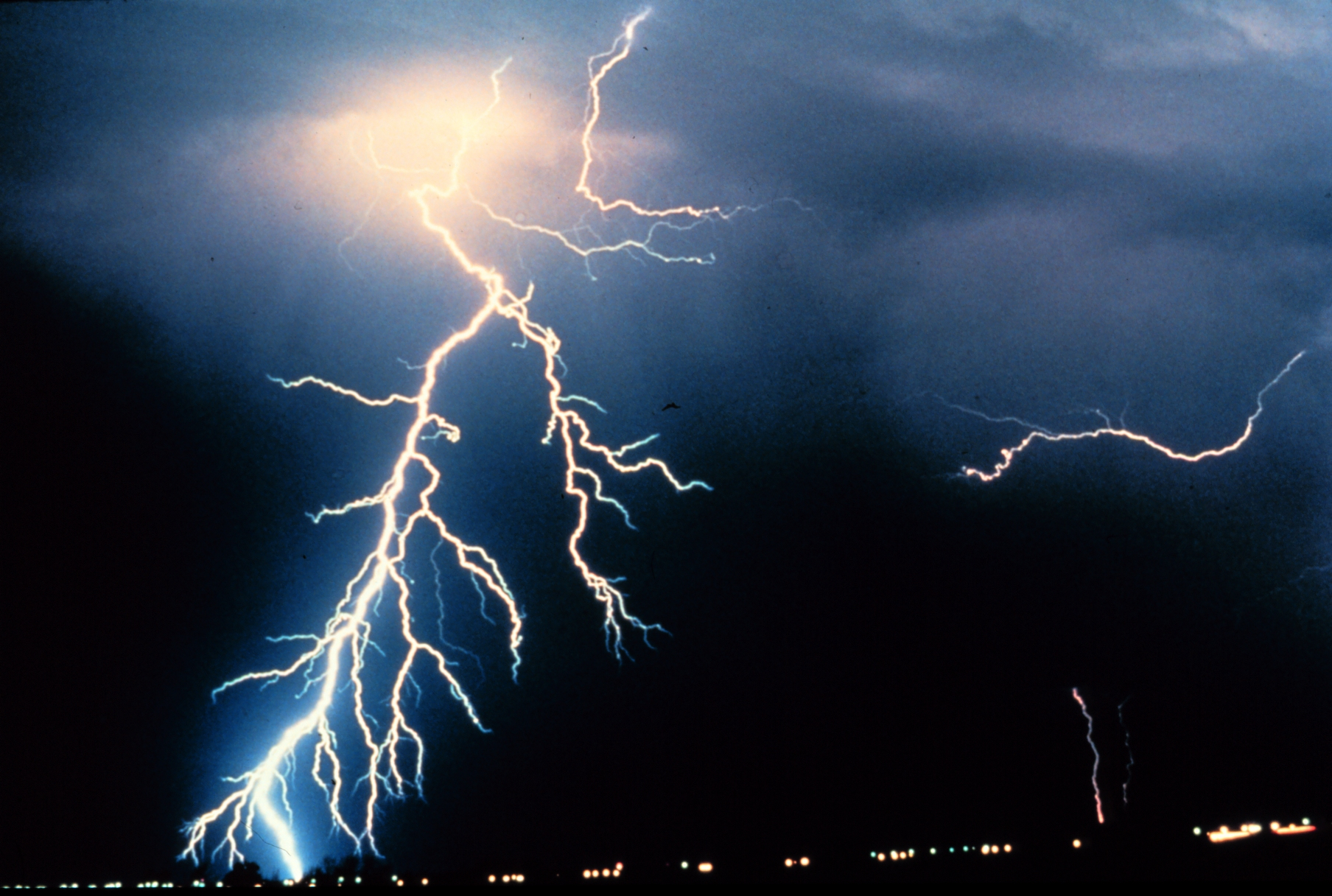
El llamp és un fenomen natural productor d'electricitat

En física, l'electricitat és un terme genèric que engloba tot un conjunt de fenòmens que són la manifestació de la presència d'un moviment de càrregues elèctriques. Podem aplicar el terme electricitat a fenòmens prou coneguts com el llamp o l'electricitat estàtica però també a d'altres com el camp electromagnètic o la inducció electromagnètica. La paraula també serveix per designar la branca de la física que estudia els fenòmens elèctrics i les seves aplicacions.
L'electricitat va ser estudiada des de l'antiguitat però no va començar a ser compresa fins als segles xvii i xviii. Va ser a finals del segle xix quan l'enginyeria elèctrica va aconseguir utilitzar l'electricitat en aplicacions industrials i residencials. Nikola Tesla i Thomas Edison van tenir un paper capdavanter en l'expansió i el desenvolupament de la utilització de l'electricitat, els seus treballs van permetre l'adveniment de la segona revolució industrial. Avui dia, l'energia elèctrica és omnipresent a la vida quotidiana dels països desenvolupats: a partir de diferents fonts d'energia (hidràulica, tèrmica, nuclear), l'electricitat produïda s'utilitza a les llars i a la indústria.
En el llenguatge general podem utilitzar el terme electricitat per designar un cert nombre de fenòmens, però és massa ambigu per a ser utilitzat en els diferents àmbits científics i és substituït per un seguit de conceptes més precisos:
- Càrrega elèctrica: Propietat d'algunes partícules subatòmiques que determina les seves interaccions electromagnètiques. La matèria elèctricament carregada és afectada pels camps electromagnètics i en produeix.
- Corrent elèctric: Moviment o flux de partícules elèctricament carregades.
- Camp elèctric: Efecte produït per una càrrega elèctrica sobre altres que en són properes.
- Potencial elèctric: Capacitat d'un camp elèctric de produir un treball.
- Electromagnetisme: Interacció fonamental entre els camps electromagnètics i les càrregues elèctriques i el seu moviment. L'electricitat està estretament relacionada amb el magnetisme i per això s'inclou dintre del camp de l'electromagnetisme, que estudia conjuntament els fenòmens elèctrics i magnètics.

## Naturalesa de l'electricitat
De la mateixa manera que la massa, la càrrega elèctrica és una propietat de la matèria que és a l'origen de diferents fenòmens. Ningú ha observat mai de manera directa una càrrega elèctrica, però a partir de l'estudi de certes partícules com els electrons i els protons els científics han deduït que no tenien la mateixa càrrega i que sovint era oposada.
Dues càrregues de tipus oposat s'anul·len, la matèria ordinària té tants electrons com protons i, per tant, és elèctricament neutra. En el món de l'electricitat hi ha dos tipus de càrrega elèctrica que es comporten com si fossin oposades, per convenció reben la denominació de positiva i negativa. Les càrregues del mateix signe es repel·leixen, mentre que les càrregues de signe oposat s'atreuen. La magnitud de la força d'atracció o repulsió ve donada per la Llei de Coulomb.
| Atracció de càrregues de pols oposats    | Repulsió de càrregues de pols iguals                                                   |
| dues càrregues de signe oposat s'atreuen | dues càrregues del mateix signe, per exemple dues càrregues positives, es repel·leixen |

El moviment de les càrregues elèctriques dins la matèria és l'origen de l'electricitat.

### L'electricitat estàtica

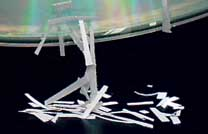
Fragments de paper atrets per un CD carregat per fregament

A la natura, els electrons són portadors de càrrega negativa i els protons de càrrega positiva. Els àtoms que componen la matèria ordinària són formats per electrons que són al voltant d'un nucli atòmic compost de protons i neutrons (que són elèctricament neutres), com que el nombre d'electrons és igual al nombre de protons el conjunt resultant és elèctricament neutre.
Quan es freguen certs materials entre si els electrons superficials dels àtoms d'un material són transferits als àtoms de l'altre material. Per exemple, si freguem una barra de vidre amb un teixit de seda es carregarà positivament perquè els seus àtoms perdran electrons que passaran a la seda; si freguem un globus contra els cabells eixuts el carregarem negativament perquè captarà electrons del pèl.
Un regle de plàstic fregat contra la roba adquirirà una càrrega negativa, llavors podrà atreure petits fragments de paper. Això és degut al fet que el regle carregat modifica, per inducció electroestàtica, la repartició de càrregues al paper: les càrregues negatives del regle repel·leixen les càrregues negatives dels àtoms del paper i acaben a l'altre extrem del paper, al mateix temps que atreuen les càrregues positives; el resultat és que el regle atreu el paper. El mateix passa amb el CD, un plàstic, de la imatge de la dreta.
Es parla d'electricitat estàtica perquè les càrregues elèctriques no circulen sinó que es troben confinades a materials aïllants, el plàstic, el vidre o el paper són resistents a la circulació de les càrregues. Però malgrat tractar-se de materials aïllants se'ls pot associar un corrent elèctric, detectable directament o a través del camp magnètic associat, si aquests materials carregats són en moviment.

### Corrent elèctric

Un circuit elèctric bàsic. El generador V a l'esquerra aporta un corrent I al circuit, proporcionant energia elèctrica a la resistència R. Des de la resistència, el corrent retorna a la font, completant el circuit.

Hi ha materials com els metalls, l'aigua salada, el cos humà o el grafit que permeten que les càrregues elèctriques es desplacin fàcilment al seu través. El moviment de les càrregues elèctriques és el que coneixem com a corrent elèctric, normalment són electrons però qualsevol càrrega en moviment és un corrent elèctric, la seva intensitat es mesura en amperes.
En caminar sobre una moqueta el fregament dels peus n'arrencarà electrons i el cos es carregarà d'electricitat estàtica. En tocar el pom metàl·lic de la porta notarem una petita descàrrega elèctrica acompanyada d'un arc elèctric causat pel desplaçament sobtat de les càrregues elèctriques cap a terra a través dels materials conductors de la porta. El moviment de les càrregues és degut al fet que n'hi havia més al cos que a terra. De la mateixa manera que dues càrregues del mateix tipus tenen tendència a repel·lir-se, en un material conductor tenen tendència a desplaçar-se cap al punt menys carregat. Aquesta diferència del nombre de càrregues entre dos cossos és el que s'anomena diferència de potencial.
En conseqüència, per tal de crear un corrent elèctric, un moviment de càrregues elèctriques, caldrà un circuit de material conductor que permeti el desplaçament de les càrregues i un sistema capaç de crear una diferència de potencial entre els extrems del circuit. La manera de crear la diferència de potencial és la utilització d'un generador, alguns exemples de generadors elèctrics en serien la pila o la dinamo.

#### Corrent altern i corrent continu
Hi ha dos tipus de corrent elèctric: el corrent continu i el corrent altern. Tots els aparells elèctrics que connectem a la xarxa elèctrica s'alimenten amb corrent altern, però molts dels nostres electrodomèstics, com ara el televisor o l'ordinador, tenen circuits electrònics que funcionen amb corrent continu i a voltatges relativament petits, per això disposen d'un transformador que subministra les tensions requerides i circuits rectificadors que converteixen el corrent altern en corrent continu. Les bateries i piles elèctriques subministren corrent continu, el corrent continu és essencial per a la indústria electroquímica, exemples en serien l'obtenció industrial de l'alumini, el magnesi o el coure.

#### El sentit del corrent elèctric
La primera definició de corrent elèctric es va fer com un flux de càrregues positives, a causa d'aquesta convenció històrica es considera que les càrregues flueixen des de la part més negativa d'un circuit a la més positiva. Tanmateix, el moviment d'electrons, amb càrrega negativa, és una de les formes més habituals de corrent elèctric, en aquest cas considerarien que els electrons es dirigeixen cap a la part positiva del circuit mentre les càrregues positives restarien immòbils. Però un corrent elèctric pot ser un flux de partícules en qualsevol direcció, cap a la positiva, cap a la negativa o cap a les dues alhora.
Per això, en un circuit elèctric es considera que el corrent elèctric circula entre els elèctrodes des del pol positiu cap al pol negatiu del generador de corrent que alimenta el circuit.
Però a un fil elèctric, i a qualsevol metall, les càrregues positives (que són els nuclis dels àtoms del metall) no es poden moure i no poden generar cap corrent elèctric, per tant, el corrent serà generat exclusivament pel desplaçament de càrregues negatives, els electrons, cap al pol positiu del generador.

## La Llei d'Ohm
Ohm (1826) va determinar la relació existent entre el corrent que circula per un conductor i la diferència de potencial aplicada a en aquest (voltatge), de manera que la seva relació l'anomenà resistència. D'aquesta forma establí que, a una diferència de potencial constant, el corrent que hi circula per un conductor és inversament proporcional a la resistència d'aquest. Per exemple, un conductor amb una resistència d'1Ω sotmès a 10V de tensió (diferència de potencial), permetrà el pas de 10A de corrent elèctric. Si augmentéssim la resistència al doble, el corrent seria la de la meitat, és a dir, 5 A, mentre que la tensió es mantindria a 10V. Aquesta llei permet obtenir el voltatge (V), les amperes (A) o la resistència (R) sempre que tinguem dos de les tres variables. La llei matemàtica que regeix aquesta relació es coneix com a Llei d'Ohm i es formula així:

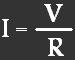
Llei d'Ohm

I com a regla nemotècnica, es pot definir el Triangle d'Ohm:

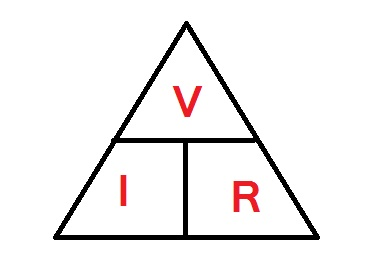
Triangle de la Llei d'Ohm

## L'electricitat a la natura

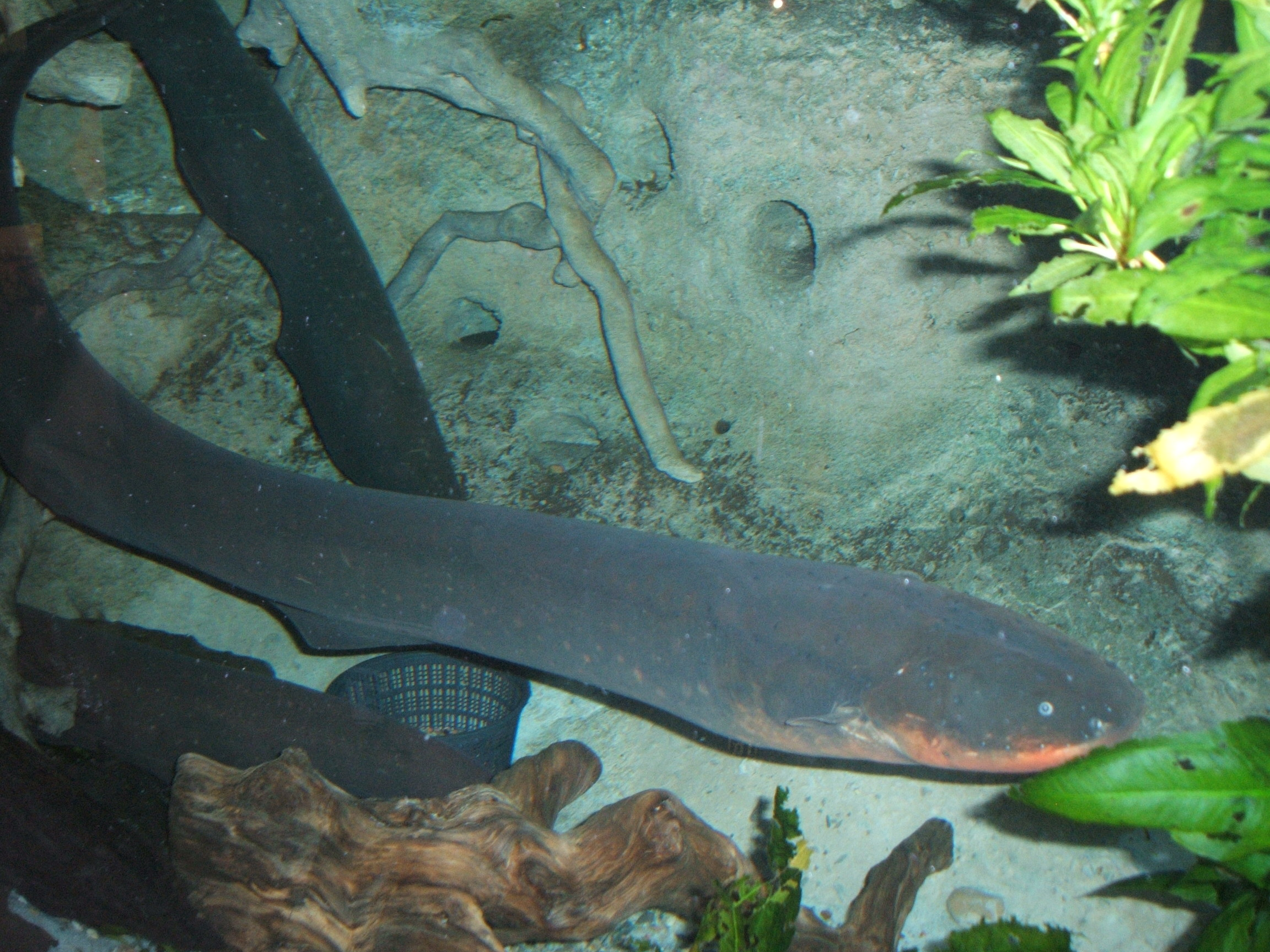
L'anguila elèctrica, Electrophorus electricus.

L'electricitat no és una invenció humana sinó que és present i pot ser observada en diverses formes a la natura, una de les més destacades i conegudes és el llamp. Hi ha moltes manifestacions de l'electricitat a nivell macroscòpic que ens són familiars, en podem citar l'electricitat estàtica generada per fricció, que són degudes a les interaccions entre els camps elèctrics a escala atòmica.
El camp magnètic terrestre es considera produït per una dinamo natural, el nucli del planeta generaria el camp magnètic en ser recorregut per corrents elèctrics. Alguns cristalls com el quars, i fins i tot el sucre, generen una diferència de potencial entre les seves cares quan són sotmesos a una pressió externa. Aquest fenomen rep el nom de piezoelectricitat, del grec πιέζειν (piezein) que significa pressionar, i va ser descobert el 1880 pels germans Curie (Pierre i Jacques Curie). L'efecte invers també existeix, quan un cristall és sotmès a un camp elèctric es produeix un petit canvi a les seves dimensions físiques
El llamp és una gran descàrrega elèctrica produïda per una acumulació d'electricitat estàtica als núvols. En una situació normal l'aire actua com un aïllant que no permet el pas de l'electricitat, però quan s'ha acumulat prou càrrega als núvols es modifica l'estructura de l'aire i es transforma localment en un plasma ionitzat que condueix l'electricitat formant-se arcs elèctrics entre els núvols i el terra. Un altre fenomen natural de naturalesa elèctrica és el Foc de Sant Elm.
Alguns organismes com els taurons tenen la capacitat de detectar i respondre a canvis en camps elèctrics, aquest fenomen es coneix amb el nom de electrolocalització o electropercepció. Altres animals poden generar voltatges que utilitzen com a arma defensiva o de caça. L'ordre dels gimnotiformes, entre els que tenim el conegut exemple de l'anguila elèctrica, detecten la seva presa i l'estaborneixen amb alts voltatges que generen a unes cèl·lules musculars modificades anomenades electròcits.
Tots els animals transmeten informació a través de les membranes de les cèl·lules mitjançant pulsacions elèctriques anomenades potencials d'acció, entre les seves funcions es troba la comunicació a través del sistema nerviós entre les neurones i músculs. Un xoc elèctric estimula el sistema i causa que els músculs es contreguin. El potencials d'acció també són els responsables de la coordinació d'accions a certes plantes i mamífers.

## Història

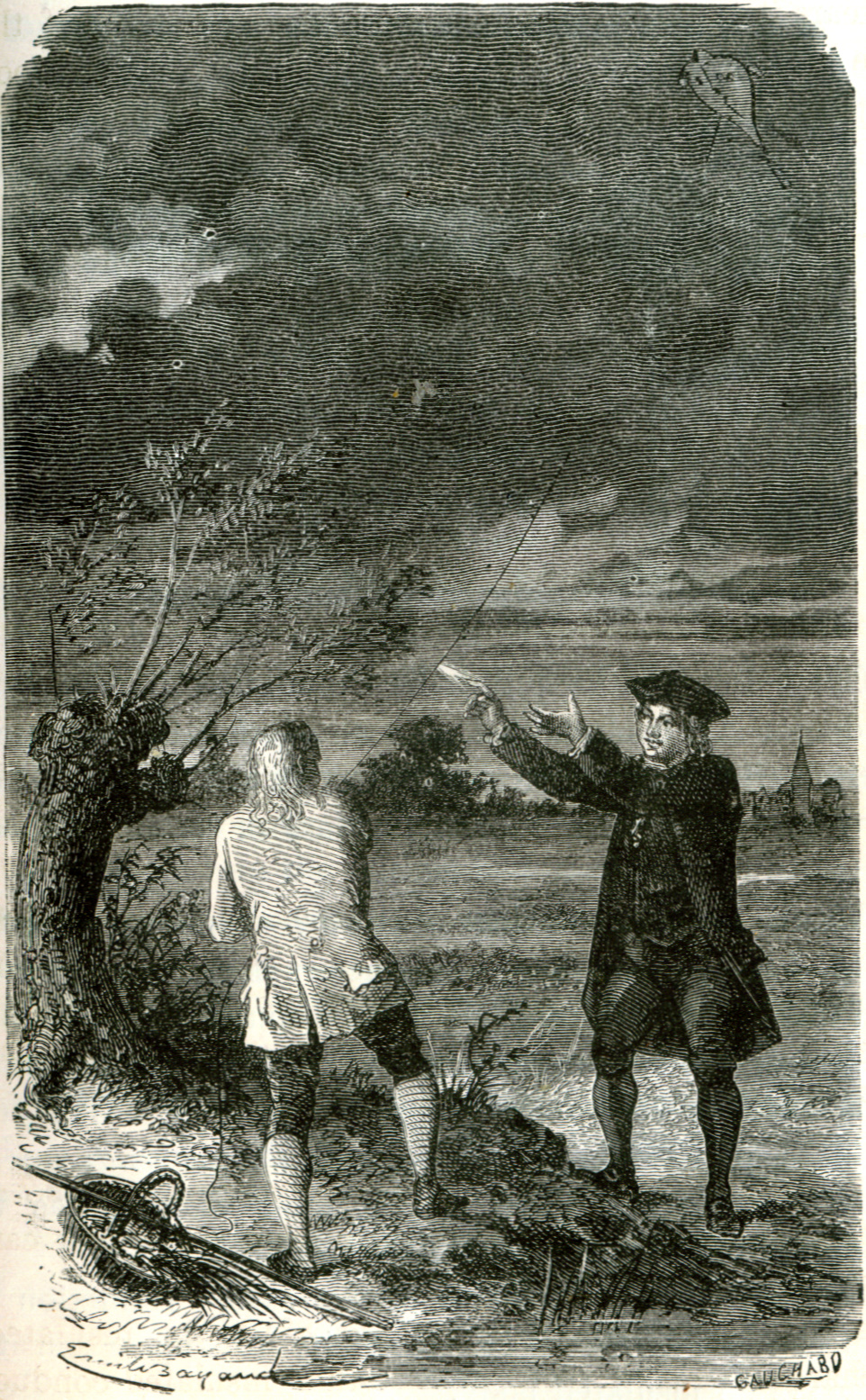
Benjamin Franklin experimentant amb un estel i els llamps durant una tempesta.

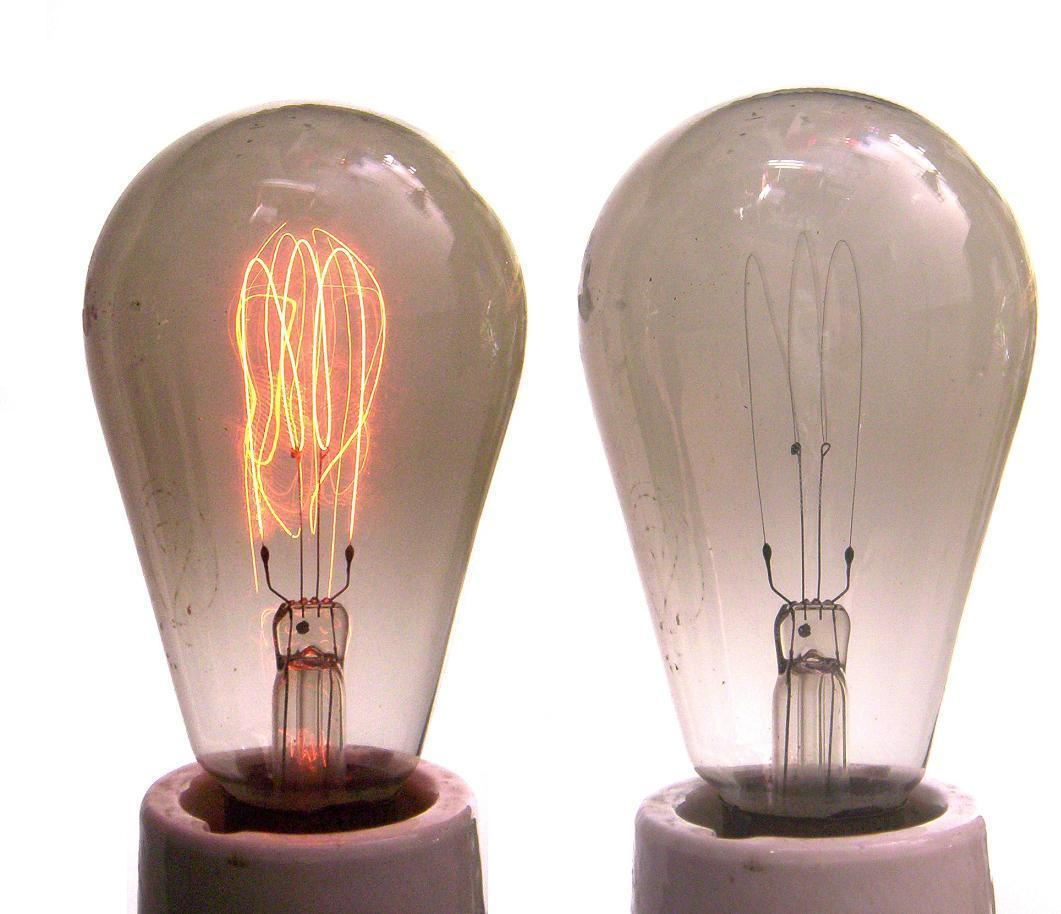
La bombeta incandescent inventada per Thomas Edison.

Des dels temps més reculats dels homínids, que l'ambre (resina fòssil de pi extingit) és valorat per la seva condició d'electritzable per fricció, fins al punt que en grec ambre és elektron, d'on prové la paraula electricitat. L'any 600 aC Tales de Milet descriu el poder d'atracció de l'ambre fregat i la seva capacitat de produir guspires.
El 1927 es va trobar a l'Iraq un objecte arqueològic d'interpretació discutida, conegut com a bateria de Bagdad, datat al voltant del 250 aC, que s'assembla a una cel·la electroquímica. No s'han trobat documents que en demostrin la seva utilització.
Ni romans, ni gots, ni àrabs, ni els cristians de l'edat mitjana, no progressaren en absolut, ans al contrari, desconeixien totalment l'electricitat, amb l'excepció d'algun alquimista. No fou fins a la publicació del llibre De Magnete, el 1600 per William Gilbert, on es va descriure els fenòmens coneguts pels grecs, utilitzant la paraula llatina electricus i va establir les diferències entre magnetisme i electricitat. El 1660 Otto von Guericke va inventar un generador electroestàtic.
Benjamin Franklin el 1752, formula la teoria del corrent elèctric, explicant la presència de càrregues positives i negatives. El 1800 Alessandro Volta torna a inventar la Bateria de Bagdad i descriu la diferència de potencial elèctric.
El 1876, Thomas Alva Edison, que tenia por a l'obscuritat, crea "La Fàbrica d'invents de tota classe" a Menlo Park, New Jersey. El 1878, després d'una sèrie d'importants invents, experimenta amb el recent invent de Sir Joseph Wilson Swan: la làmpada incandescent, basada en els experiments de Hienrich Göbel, descobrint més de 1.000 maneres diferents amb diferents metalls i fibres, de com no construir la bombeta i gastant més de 50.000$; finalment patenta el filament de bambú carbonitzat per industrialitzar la bombeta d'incandescència.
El 21 d'octubre 1879 inaugura la primera sèrie de focus en paral·lel que va funcionar 48 hores, busca finançament en John Pierpoint Morgan, per fundar l'Edison General Electric, basada en els principis moderns de generació i producció, estrenant el 1882 la primera planta elèctrica de corrent continu al carrer Pearl de Nova York, també dissenya una locomotora i un cotxe elèctrics; comença una nova era.

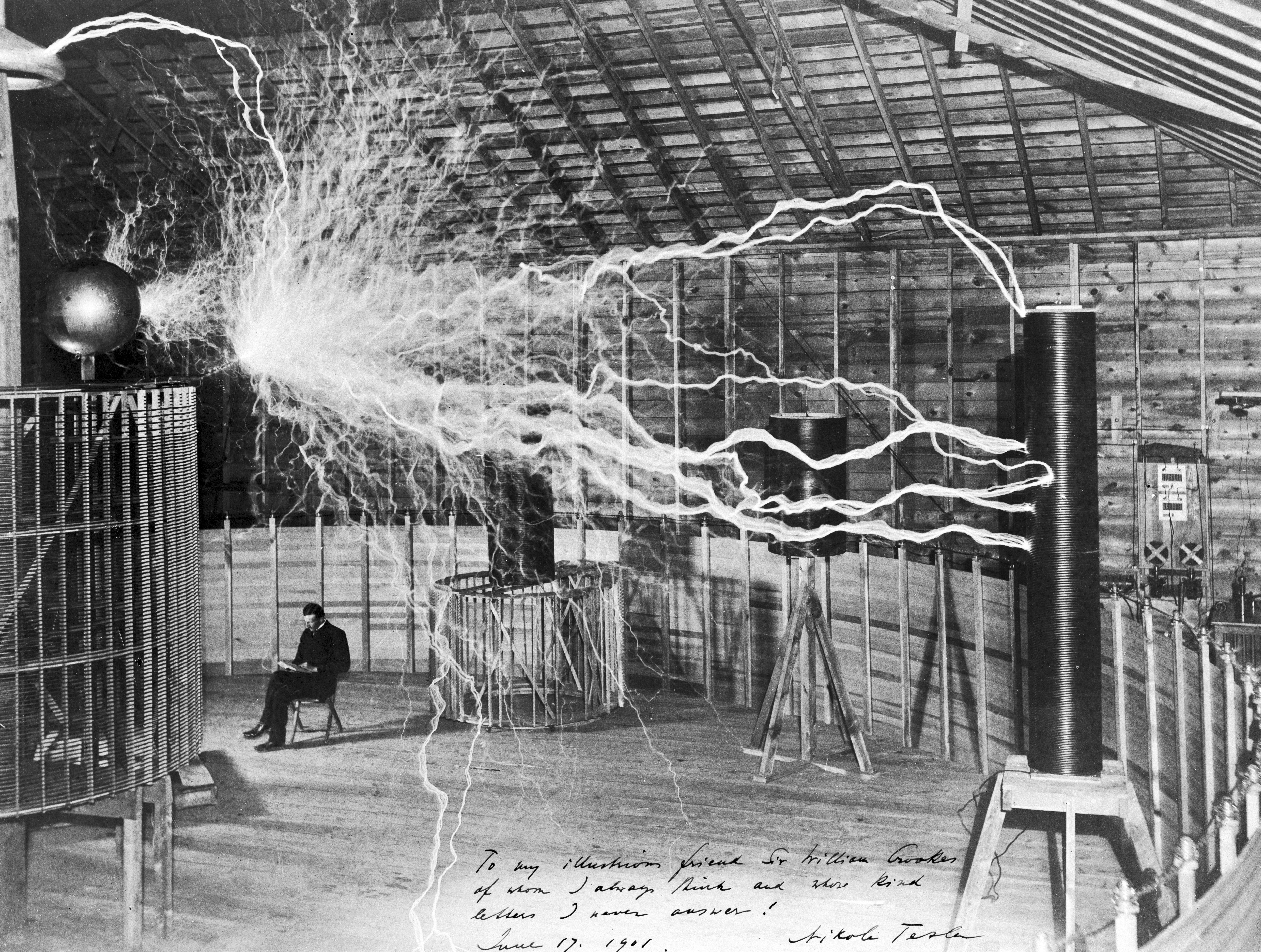
Nikola Tesla (usant una bobina de Tesla en el seu laboratori de Colorado Springs (c.1900). La imatge és una exposició doble, que il·lustra la magnitud de la descàrrega elèctrica.

Mentre Edison recomanava al Senat la llei contra el transport del corrent elèctric a molt alta tensió va irrompre un altre mag de les patents, el revolucionari, bohemi i genial Nikola Tesla (800 patents), empleat a la companyia telefònica de Budapest subsidiària d'Edison, amb el projecte del generador de corrent altern; Edison li justificà la seva oposició a la molt alta tensió perquè no es podia emmagatzemar, però sobretot per extremadament perillosa, cara i inhumana, i li ofereix perfeccionar els generadors de corrent continu autogestionària basant-se en les energies lliures, hi treballa molt eficientment, però obstinat i convençut, amb fe cega, de les seves teories, trenca relacions amb Edison i no para fins a inaugurar, el 1893, el primer generador hidroelèctric de corrent altern als salts del Niàgara, il·luminar 50.000 focus a l'Exposició Universal i transmetre-la fins a la ciutat de Buffalo (Estat de Nova York).
Amb la convocatòria del concurs per la concessió del subministrament d'energia elèctrica a la ciutat de Nova York, esclata una guerra pública entre partidaris del corrent continu de l'Edison General Electric i partidaris del corrent altern de Westinhouse, fins a tal punt que Edison per tal de demostrar el perill mortal de l'Alta Tensió organitza execucions públiques de gossos i gats, fins i tot filma l'electrocució d'un elefant sobre una planxa de ferro en el Zoo de Nova York, horroritzant l'opinió pública, excepte aquells que posteriorment apliquen el "progrés" per inventar la cadira elèctrica; la primera execució humana fou un fracàs. Els accionistes d'Edison General Electric exigiren apostar pel corrent altern, J. P. Morgan acomiadà Edison per oposar-s'hi i eliminà el seu nom de la companyia. Al mateix temps Tesla cedia els seus drets per salvar la companyia Westinhouse.
Els beneficis en termes empresarials, fou el que decidí d'apostar pel transport de l'energia a grans distàncies, amb la consegüent construcció de transformadors per elevar l'alta tensió (1000 V) en què es genera l'energia elèctrica a la molt alta tensió (132.000 V o 400.000 V) és a dir, pujar el voltatge per reduir la intensitat (són inversament proporcionals), amb la finalitat de reduir pèrdues per Efecte Joule en el transport a grans distàncies; posteriorment per la distribució es redueix el voltatge a la Mitja Tensió (de 25-30 kV, passant per 45 kV fins a 66 kV) en les subestacions, a partir d'aquí encara s'ha de tornar a reduir segons si s'utilitzen en la indústria (entre 33 kV i 380 V) o en instal·lacions domiciliàries (entre 220 i 110 V), on actualment per utilitzar-la es torna a reduir fins als 9 V o 12 V del corrent continu. A més d'aquest gran negoci de construccions hi havia més beneficis en termes empresarials a favor de la molt alta tensió, gràcies al fet que el corrent altern no es pot emmagatzemar i se n'ha d'estar produint constantment, preveient el màxim consum per evitar caigudes de tensió.

## Producció
L'electricitat representa al voltant d'un terç de l'energia consumida al món, l'electrotècnia és la part de la ciència que s'ocupa de les aplicacions domèstiques i industrials de l'electricitat: producció, transformació, transport, distribució i utilització.
En general, la generació d'energia elèctrica consisteix a transformar alguna classe d'energia química, mecànica, tèrmica o lumínica, entre d'altres, en energia elèctrica
El mètode més habitual per a produir grans quantitats d'electricitat és la utilització d'un generador, que converteix l'energia mecànica en corrent altern. La font d'energia no ha de ser necessàriament de tipus mecànic, per exemple, en el cas de les piles és químic i en el cas dels panells solars és l'efecte fotoelèctric.

### Generació massiva
Per a la generació industrial es recorre a instal·lacions denominades centrals elèctriques, que executen alguna de les transformacions esmentades en l'apartat anterior. Aquestes constitueixen el primer esglaó del sistema de subministrament elèctric. La generació elèctrica es realitza, bàsicament, mitjançant un generador, si bé aquests no difereixen entre si pel que fa al seu principi de funcionament, varien en funció de la forma en que s'accionen. Explicat d'una altra manera, difereix en quina font d'energia primària s'utilitza per convertir l'energia continguda en ella, en energia elèctrica.
Hi ha molts tipus de centrals productores d'electricitat que es diferencien unes de les altres en la manera en com obtenen l'electricitat. L'energia que origina la major part de l'electricitat és generada a partir d'altres fonts d'energia, com la calor, que al seu torn és aconseguida d'un altre tipus d'energia com poden ser els combustibles fòssils, o una energia renovable, com podria ser l'energia solar. També es pot utilitzar una energia mecànica directament com en el cas de les centrals hidroelèctriques o les eòliques.
| L'energia elèctrica es pot obtenir | L'energia elèctrica es pot obtenir       |
| a partir de                        | mitjançant                               |
| ---------------------------------- | ---------------------------------------- |
| Energia mecànica                   | Generador elèctric                       |
| Energia tèrmica                    | Termoparell                              |
| Energia Elèctrica                  | Transformador                            |
| Radiació electromagnètica          | Cèl·lula fotoelèctrica                   |
| Energia química                    | Pila de combustible                      |
| Energia nuclear                    | Generador termoelèctric per radioisòtops |

- Les centrals hidroelèctriques utilitzen la força de l'aigua.
- Les centrals nuclears utilitzen l'urani.
- Les centrals tèrmiques cremen carbó, petroli o biomassa.
- Els parcs eòlics aprofiten la força del vent.
- Les plaques fotovoltaiques i les plaques solars aprofiten l'energia del Sol.

### Generació a petita escala
- Un grup electrogen permet generar electricitat a partir de l'acció d'un alternador.
- Una bateria elèctrica (o pila) genera electricitat mitjançant una reacció química entre dues substàncies que es troben en el seu interior.
- Una pila de combustible té un funcionament similar a la pila, però està dissenyada per operar sota un flux continu de reactius.
- Un generador termoelèctric per radioisòtops genera electricitat a partir de la desintegració radioactiva de determinats elements.

### Transport i distribució

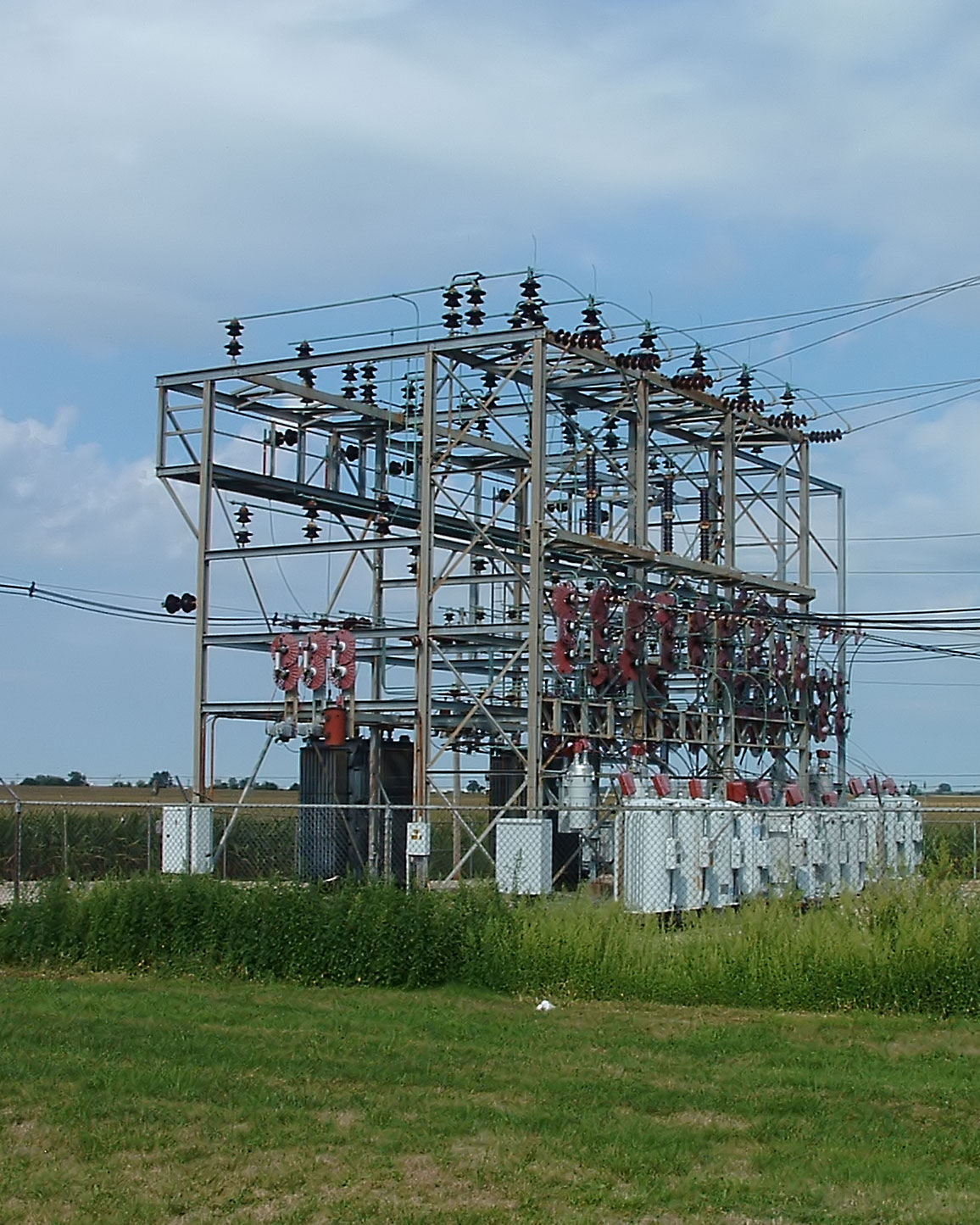
Subestació elèctrica

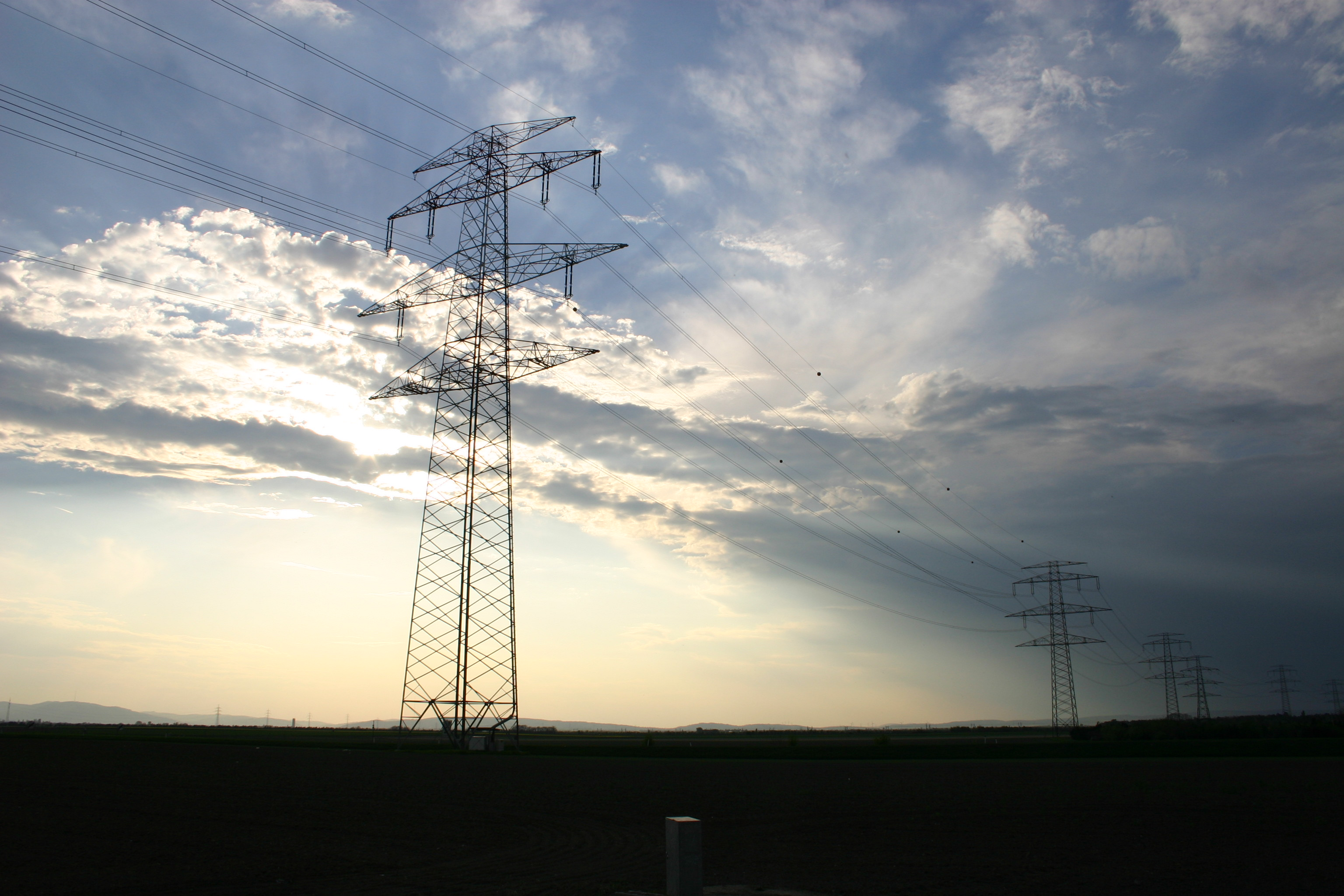
Aspecte d'una torre d'alta tensió. Es transporta l'electricitat a voltatges molt alts per reduir les pèrdues per efecte Joule.

El corrent elèctric que circula a través de la xarxa elèctrica és sovint de tipus altern i trifàsic perquè és més econòmic de produir i de transportar. Tot i que el consumidor final necessita corrent de baixa tensió, que és poc perillosa, quan es tracta de grans distàncies és més econòmic transportar corrent a molt alta tensió.
A potència constant, si s'augmenta la tensió es redueix la intensitat del corrent (({\displaystyle P=U\times I\times \cos(\phi )} en monofase) i també les pèrdues per efecte Joule o pèrdues tèrmiques ({\displaystyle P_{th}=R\times I^{2}}). A més l'efecte pell limita la circulació del corrent a la superfície exterior dels conductors, el que obligaria a la utilització de cables de coure de gran secció. Per això s'utilitzen transformadors elevadors de tensió per tal de reduir la intensitat del corrent durant el transport i transformador que baixen la tensió per crear el corrent de baixa tensió que es distribueix als consumidors.

## El consum d'energia elèctrica com a indicador econòmic
Una part molt important de l'energia elèctrica és consumida per les empreses, i depèn fortament de la seva activitat (per exemple, un restaurant només consumeix electricitat, per il·luminació i climatització, quan està obert, i el motor d'una màquina a una fàbrica només consumeix electricitat quan està funcionant). A més, com que l'electricitat no es pot emmagatzemar, la variació del seu consum respon instantàniament amb la variació de l'activitat. Per tant, el consum d'energia elèctrica és un indicador indirecte útil per seguir l'evolució de l'activitat econòmica.
Tot i això, cal tenir en compte que hi ha factors diferents a la variació de l'activitat econòmica que poden afectar el consum d'electricitat:
- El consum d'electricitat de les famílies representa també una part important del total (per exemple, a la ciutat de Barcelona representa més de la meitat del total del consum en baixa tensió segons la web de l'ajuntament.[7] Aquest consum no depèn de l'activitat de les empreses ni, a curt termini, depèn tampoc gaire de la variació de la renda de les famílies.

- Les condicions climàtiques afecten molt al consum d'electricitat pel consum en climatització. Es pot fer un tractament estadístic per mirar d'aïllar aquest factor, però si s'analitza la variació interanual del consum s'anul·la bona part de l'efecte del clima, ja que comparem el consum en el mateix mes o el mateix trimestre d'anys diferents, en els que les temperatures podem esperar que no siguin gaire diferents.

D'altres indicadors indirectes poden no tenir aquests problemes. Per exemple, el consum aparent de ciment (que ens informa de l'activitat del sector de la construcció) no l'afecta el consum domèstic ni varia gaire amb les condicions meteorològiques (si més no, en el nostre clima).

## Els perills de l'electricitat

Senyal de perill elèctric per alta tensió.

L'aplicació d'un voltatge sobre el cos humà provoca la circulació d'un corrent elèctric a través dels teixits, el llindar de percepció varia segons la freqüència del corrent i el camí que segueixi, se situaria entre 0,1 i 1 mA per a les freqüències elèctriques més habituals malgrat que sota determinades condicions es pot arriba a detectar corrents de l'ordre dels microamperes. Si el corrent és prou gran causarà la contracció dels músculs, la fibril·lació del cor i cremades als teixits. L'absència visual de cremades no significa que no n'hi hagi d'internes, que poden esdevenir necrosi, al llarg del camí que ha seguit l'electricitat a través del cos. El dolor que causa un xoc elèctric pot ser intens i per això ha estat utilitzada com a mètode de tortura. També s'ha utilitzar com a mètode d'execució, la mort causada per un xoc elèctric rep el nom d'electrocució.
Es considera que una tensió a partir de 500V AC (corrent altern) o 12000V DC (corrent continu) és perillós i potencialment mortal. Les conseqüències d'una enrampada dependran de la natura de la tensió implicada (corrent altern o corrent continu), de la resistència del cos humà (que disminueix a mesura que augmenta la tensió, 5.000 ohms a molt baixa tensió per 1.000 ohms a 220 V AC), de l'amplitud del corrent i del temps d'exposició al corrent.
Hi ha uns llindars que s'accepten de manera generalitzada i sobre els que es basen les normes de seguretat:
- A partir de 20 mA hi ha risc de fibril·lació cardíaca si el corrent passa pel cor. Per això es considera que per sota de la molt baixa tensió (50 V AC i 120 V DC) hi ha poc risc pels humans.

- A partir de 1.000 V hi ha perill fins i tot sense que hi hagi contacte amb el conductor perquè es produeix la ionització de l'aire i esdevé conductor. Les distàncies mínimes de separació respecte dels conductors són calculades en funció de la tensió. Aquesta característica és la que porta a prohibir l'entrada a llocs on hi hagi transformadors elèctrics, a establir una distància mínima entre els conductors d'una línia d'alta tensió. La ionització de l'aire també és la causa del soroll que se sent quan som a prop d'una d'aquestes línies d'alta tensió.

### Contaminació electromagnètica
Les infraestructures elèctriques com les línies d'alta tensió generen camps electromagnètics de baixa freqüència, aquest tipus de radiacions no ionitzants no tenen l'energia suficient per provocar mutacions de l'ADN i, per tant, no serien potencialment cancerígenes. Avui dia es parla de contaminació electromagnètica per a referir-se a l'exposició dels éssers vius o els aparells a un camp electromagnètic i es discuteix sobre els efectes nocius d'aquesta exposició sobre la salut o la fertilitat.

## Cronologia
En els punts següents s'anomenen les deferents invencions i descobriments:
- 630-550 aC Tales de Milet va ser el primer a observar el fet que l'ambre, en ser fregat, adquireix el poder d'atracció sobre alguns objectes.

- 374-287 aC el filòsof grec Teofrast va ser el primer què en un tractat escrit tres segles després de Tales va establir que altres substàncies tenien aquest mateixa característica, deixant així constància del primer estudi científic sobre l'electricitat.

- 1600: la reina Elisabet I d'Anglaterra ordena al físic reial William Gilbert (1544-1603) estudiar els imants per millorar l'exactitud de les brúixoles utilitzades a la navegació, sent aquest treball la base principal per a la definició dels fonaments de l'electroestàtica i magnetisme.

- 1672: el físic alemany Otto von Guericke (1602-1686) va desenvolupar la primera màquina electroestàtica per produir càrregues elèctriques.

- 1733: el francès Charles François de Cisternay du Fay (1698-1739) va ser el primer a identificar l'existència de dues càrregues elèctriques, les quals va denominar electricitat vítria i resinosa, més tard conegudes com a positiva i negativa.

- 1745: Es desenvolupa el que donaria pas al condensador elèctric, l'ampolla de Leiden per E. G. von Kleist (1700-1748) i Pieter van Musschenbroek (1692-1761) a la Universitat de Leiden, amb aquesta ampolla es va emmagatzemar electricitat estàtica.

- 1752: Benjamin Franklin (1706-1790) va demostrar la naturalesa elèctrica dels llamps. Va desenvolupar la teoria que l'electricitat és un fluid que existeix en la matèria i el seu flux es deu a l'excés o defecte del mateix en ella. Invent el parallamps.

- 1766: el químic Joseph Priestley (1733-1804) prova que la força que s'exerceix entre les càrregues elèctriques varia de forma inversament proporcional a la distància que les separa.[12] Priestley va demostrar que la càrrega elèctrica es distribueix uniformement en la superfície d'una esfera buida, i que al seu interior, no hi ha un camp elèctric, ni una força elèctrica.

- 1776: Charles-Augustin de Coulomb (1736-1806) va inventar la balança de torsió amb la qual, va mesurar amb exactitud la força entre les càrregues elèctriques i corroborar que aquesta força era proporcional al producte de les càrregues individuals i inversament proporcional al quadrat de la distància que les separa. El coulomb és la mesura de la càrrega elèctrica.

- 1800: Alessandro Volta (1745-1827) construeix la primera cel electroestàtica i la bateria elèctrica capaç de produir corrent elèctric. La seva inspiració li va venir de l'estudi del físic italià Luigi Galvani (1737-1798) sobre els corrents nervioses-elèctriques a les cuixes de granotes. Les seves investigacions posteriors li van permetre elaborar una cel·la química capaç de produir corrent continu, desenvolupament la pila voltaica.

- Entre 1801-1815 sir Humphry Davy (1778-1829) desenvolupa l'electroquímica (nom assignat per ell mateix), explorant l'ús de la pila de Volta o bateria, i tractant d'entendre com aquesta funciona.

- 1801: l'arc elèctric i la incandescència en un conductor energitzada amb una bateria.

- 1806: publica el resultat de les seves investigacions sobre l'electròlisi, on aconsegueix la separació del magnesi, bari, estronci, calci, sodi, potassi i bor.

- 1807: fabrica una pila amb més de 2000 plaques dobles, amb la qual descobreix el clor i demostra que és un element, en lloc d'un àcid.

- 1815: inventa làmpada de seguretat per als minaires, amb la col·laboració de Michael Faraday.

- 1812: el matemàtic francès Siméon Denis Poisson (1781-1849) va publicar l'equació de Poisson, el seu treball més important relacionat amb l'aplicació matemàtica a l'electricitat i magnetisme, descrivint les lleis de l'electroestàtica.

- 1819: el científic danès Hans Christian Oersted (1777-1851) descobreix l'electromagnetisme, quan en un experiment per als seus estudiants, l'agulla de la brúixola posada accidentalment prop d'un cable energitzat per una pila voltaica, es va moure. Aquest descobriment va ser crucial en el desenvolupament de l'electricitat, ja que va posar en evidència la relació existent entre l'electricitat i el magnetisme.

- 1820: els francesos Jean-Baptiste Biot (1774-1862) i Félix Savart (1791-1841), determinen la llei de Biot-Savart amb la qual calculen la força que exerceix un camp magnètic sobre una càrrega elèctrica i defineixen que la intensitat del camp magnètic produït per un corrent elèctric és inversament proporcional al quadrat de la distància.

- 1823: l'anglès William Sturgeon (1753-1850) construeix el primer electroimant.

- 1823: André-Marie Ampère (1775-1836) estableix els principis de l'electrodinàmica, quan arriba a la conclusió que la força electromotriu és producte de dos efectes: la tensió elèctrica i el corrent elèctric. Experimenta amb conductors, determinant que aquests s'atreuen si els corrents flueixen en la mateixa direcció, i es repel·leixen quan flueixen en contra.

- 1826: el físic alemany Georg Simon Ohm (1789-1854) va formular la llei d'Ohm, definint la relació exacta entre la tensió i el corrent. L'Ohm és la unitat de mesura de la resistència elèctrica.

- 1828: el matemàtic anglès George Green (1793-1841) va publicar el treball "An Essay on the Application of Mathematical Analysis to the Theories of Electricity and Magnetism" en el qual va ampliar el treball de Poisson obtenint una solució general per al càlcul dels potencials.

- 1828: l'americà Joseph Henry (1799-1878) va perfeccionar els electroimants, va observar que la polaritat canviava en canviar la direcció del flux de corrent, i va desenvolupar el concepte d'autoinductància. El 1846 va ser nomenat com el primer director del Museu Smithsonian.

- 1831: Michael Faraday (1791-1867) als 14 anys treballava com enquadernador, la qual cosa li va permetre tenir el temps necessari per llegir i desenvolupar el seu interès per la física i la química. Malgrat la seva baixa preparació formal, va fer un pas fonamental en el desenvolupament de l'electricitat en establir que el magnetisme produeix electricitat a través del moviment.

- 1835: Samuel Morse (1791-1867), mentre tornava d'un dels seus viatges, va concebre la idea d'un simple circuit electromagnètic per transmetre informació, inventant el telègraf. El 1843 va construir una línia de 41 milles des Baltimore fins al Capitoli a Washington DC.

- 1858 ATC The American Telegraph Company construeix el primer cable transatlàntic de telègraf des de la costa est dels Estats Units fins a Irlanda.

- 1840-42: el físic anglès James Prescott Joule (1818-1889) va descobrir l'equivalència entre treball mecànic i la caloria, junt amb el científic alemany Hermann von Helmholtz (1821-1894) va definir la primera llei de la termodinàmica van demostrar que els circuits elèctrics complien amb la llei de la conservació de l'energia i que l'electricitat era una forma d'energia. Joule també va inventar la soldadura elèctrica d'arc i va demostrar que la calor generada pel corrent elèctric era proporcional al quadrat del corrent.

- 1845: el físic alemany Gustav Robert Kirchhoff (1824-1887), als 21 anys, va anunciar les lleis que permeten calcular els corrents, i tensions en xarxes elèctriques conegudes com a Lleis de Kirchhoff I i II.

- 1847: l'anglès William Staite (1809-1854) va rebre el crèdit per al desenvolupament de la llum d'arc què serien comercialment utilitzades a partir de 1876 amb les millores introduïdes pel rus Paul Jablochkoff (1847-1894).

- 1854: el matemàtic anglès William Thomson (Lord Kelvin) (1824-1907), amb el seu treball sobre l'anàlisi teòric sobre transmissió per cable, va fer possible el desenvolupament del cable transatlàntic.

- El 1851 va definir la segona llei de la termodinàmica.

- El 1858 va inventar el cable flexible.

- 1859: El Científic Alemany Julius Plücker (1801-1868) va descobrir els raigs catòdics.

- 1868: el científic belga Zénobe Gramme (1826-1901) va construir la primera màquina de corrent continu, la dinamo, punt de partida de la nova indústria elèctrica. El 1870 va patentar la teoria de la màquina magneto-elèctrica per a produir corrent continu.

- 1870: el matemàtic anglès James Clerk Maxwell (1831-1879) va formular les quatre equacions que serveixen de fonament de la teoria electromagnètica. Va deduir que la llum és una ona electromagnètica, i que l'energia es transmet per ones electromagnètiques a la velocitat de la llum.

- 1876: l'escocès-americà Alexander Graham Bell (1847-1922) va inventar el telèfon.

- 1879: el físic anglès Joseph John Thomson (1856-1940) va demostrar que els raigs catòdics eren constituïts de partícules atòmiques de càrrega negatives a le què anomenà "corpuscles", actualment coneguts com a electrons.

- 1881: Thomas Alva Edison (1847-1931) produeix la primera llum incandescent amb un filament de cotó carbonitzat. Aquest filament va romandre encès durant 44 hores.

- 1881: va desenvolupar el filament de bambú amb 1/7 lúmens per watts. El 1904 el filament de tungstè amb una eficiència de 7.9 lúmens per watts. El 1910 el llum de 100 watts amb rendiment de 10 lúmens per watts.

- 1882 va instal·lar el primer sistema elèctric per vendre energia per a la il·luminació incandescent als Estats Units per a l'estació Pearl Street de la ciutat de Nova York.

- 1884: Heinrich Rudolf Hertz (1847-1894) va demostrar la validesa de les equacions de Maxwell i les va reescriure tal com es coneixen avui en dia. El 1888 va rebre el reconeixement pels seus treballs sobre les ones electromagnètiques: propagació, polarització i reflexió d'ones.

- 1884: el físic anglès John Henry Poynting (1852-1914), alumne de Maxwell, va publicar un article en el qual demostrava que el flux d'energia es podia calcular mitjançant una equació que representa la interrelació entre el camp elèctric i magnètic. Aquesta equació representa l'anomenat Vector de Poynting.

- 1888: l'inventor i investigador serbi-americà Nikola Tesla (1857-1943) va desenvolupar la teoria de camps rotatoris, base dels generadors i del motor elèctric asincrònic de corrent altern.

- 1888, el motor d'inducció, la millora de la dinamo, el mètode per convertir i distribuir corrents elèctriques.

- 1890, el motor de corrent altern.

- 1892, el sistema de transmissió de potència.

- 1893 a la fira de Chicago, George Westinghouse i Tesla presenten tot un sistema elèctric en corrent altern a escala per a demostrar les seves bondats.

- 1894, el generador elèctric.

- 1896 l'equip per produir corrents i tensions d'alta freqüència.

- 1897 millores en el transformador elèctric.

- 2016 Westinghouse posa en servei la primera planta de Generació d'Electricitat comercial de corrent alterna al Niagara.